# Mycosphaerella stemmatea
Mycosphaerella stemmatea är en svampart som först beskrevs av Elias Fries, och fick sitt nu gällande namn av Lars Gunnar Torgny Romell 1890. Mycosphaerella stemmatea ingår i släktet Mycosphaerella och familjen Mycosphaerellaceae.  Arten är reproducerande i Sverige. Inga underarter finns listade i Catalogue of Life.